# Salm (geslacht)
Salm is een oud geslacht met gebieden in de huidige landen Duitsland, België en Frankrijk. Het vorstendom Salm ontstond in de elfde eeuw in Vielsalm, in de provincie Luxemburg. De naam verwijst ook naar het riviertje de Salm. De adellijke tak Salm-Salm bezit momenteel de waterburcht, Kasteel Anholt, nabij Isselburg in Noordrijn-Westfalen.

## Geschiedenis

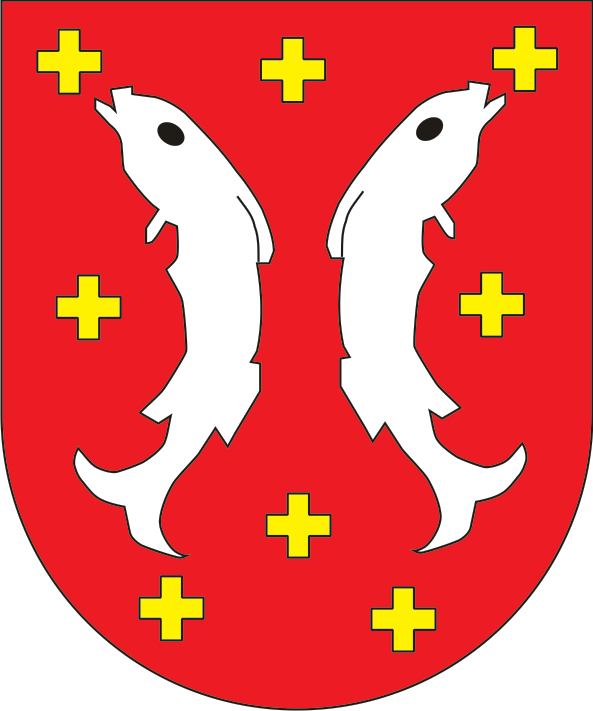
Graafschap Opper-Salm

Graafschap Neder-Salm

De adellijke tak van Salm stamt af van een jongere zoon van graaf Giselbert van Luxemburg. In eerste instantie verwierven zij enkele gebieden in het noorden van het hertogdom Luxemburg. Bij het begin van de 12e eeuw werd Herman II van Salm, door zijn huwelijk met Agnes van Bar, ook beschermer van de abdij van Senones in Lotharingen. In 1165 werd Salm weer verdeeld in twee graafschappen: Neder-Salm of Oud-Salm in de Ardennen en Opper-Salm in de streek van Senones in de Vogezen.
Neder-Salm werd in 1416 bezit van de heren van Reifferscheid die de naam graaf van Salm-Reifferscheid aannamen.
Het gebied van de linie Opper-Salm werd later uitgebreid met de bezittingen van de uitgestorven wildgraven en rijngraven in de huidige Rijnland-Palts. Daarna vonden er vele delingen binnen de familie plaats.
Een derde reeks gebiedsdelen kwam er met de secularisatie van het bisdom Münster in 1803: een deel van het gebied van de bisschop werd aan de vorsten van de zijlinies Salm-Salm en Salm-Kyrburg gegeven. Deze beide nieuwe vorstendommen werden in 1806 lid van de Rijnbond en even later, in 1811, geannexeerd door Frankrijk als deel van het Lippe departement. Nadat Napoleon in 1813 werd verslagen, werden de vorstendommen gemediatiseerd door Pruisen.

## Graven van Salm (1019-1163)
- Giselbert van Luxemburg (1019-1059)
- Herman I (1059-1088)
- Herman II (1088-1138)
- Hendrik (1138-1163)

## Zijlinies van Salm
- Salm, graafschap (1019-1165)
- Neder-Salm, graafschap (1165-1416)
  - Salm-Reifferscheid, graafschap (1416-1639)
  - Salm-Reifferscheid-Bedbur, graafschap (1639-1803)
  - Salm-Reifferscheid-Dyck, graafschap (1639-1806)
  - Salm-Reifferscheid-Raitz, graafschap (1734-1790), vorstendom (1790-1811)
  - Salm-Reifferscheid-Hainsbach, graafschap (1734-1811)
  - Salm-Reifferscheid-Krautheim, graafschap (1803-1804), vorstendom (1804-1806)
- Opper-Salm, graafschap (1165-1499)
  - Salm-Blankenburg, graafschap (1246-1506)
  - Salm-Badenweiler, graafschap (1431-1600)
  - Salm-Dhaun, wild- en rijngraafschap (1499-1748)
  - Salm-Kyrburg, wild- en rijngraafschap (1499-1681), vorstendom (1743-1813)
  - Salm-Neuburg, graafschap (1520-1653)
  - Salm-Grumbach, wild- en rijngraafschap (1561-1803)
  - Salm-Salm, wild- en rijngraafschap (1574-1738), vorstendom (1739-1813)
  - Salm-Tronecken, wild- en rijngraafschap (1607-1637)
  - Salm-Mörchingen, wild- en rijngraafschap (1607-1688)
  - Salm-Neuweiler, wild- en rijngraafschap (1608-1696)
  - Salm-Hoogstraten, wild- en rijngraafschap (1696-1739)
  - Salm-Leuze, wild- en rijngraafschap (1696-1742), vorstendom (1742-1743)
  - Salm-Puttlingen, wild- en rijngraafschap (1697-1750)
  - Salm-Horstmar, wild- en rijngraafschap (1803-1813)
- Burggraafschap Rheineck
  - Otto I van Salm (circa 1080-1150); ook genaamd Van Rheineck
  - Otto II van Rheineck (circa 1115-1149), zoon van Otto I van Salm